# Kościół Spirito Santo w Rawennie
Kościół Spirito Santo (Kościół pod wezwaniem Ducha Świętego) – kościół w Rawennie, zbudowany w VI wieku jako katedra ariańska. Po śmierci króla Teodoryka Wielkiego został przejęty przez katolików. W latach 1607–1797 należał do teatynów. Obecnie jest użytkowany przez prawosławną społeczność rumuńską w Rawennie. Znajduje się na terenie parafii San Giovanni Evangelista.

## Historia
Dzisiejszy kościół Ducha Świętego był pierwszym obiektem sakralnym, wzniesionym przez króla Teodoryka Wielkiego po zdobyciu przez niego Rawenny w 493 r. Został przeznaczony na katedrę ariańską. Otrzymał wezwanie Hagia Anastasis (Święte Zmartwychwstanie), stając się jednym z najważniejszych miejsc kultu religijnego w mieście. W 540 r. Rawenna została zdobyta przez Cesarstwo Bizantyńskie. Za rządów biskupa Agnello (557–570) katedra ariańska została przejęta przez katolików otrzymując wezwanie św. Teodora z Amasei. W XVI wieku ukończono dekorację kościoła; w 1543 r. Opat Corrado Grassi zlecił Livio Agrestiemu namalowanie kilka obrazów. Kościół nosił wówczas wezwanie Ducha Świętego, jako że według starożytnej legendy arcybiskup Rawenny, następca św. Apolinarego, miał zostać wskazany przez Ducha Świętego, który w formie gołębicy zjawił się w kościele i spoczął na jego głowie. W latach 1607–1797 kościół należał, wraz z pobliskim klasztorem, do zakonu teatynów. W 1797 r. klasztor został zniesiony. W XIX wieku kościół znajdował się w złym stanie technicznym grożąc zawaleniem. Poważnie uszkodzony w czasie II wojny światowej został odrestaurowany. W 1986 r. rozwiązano problem jego stateczności.
Obecnie kościół jest użytkowany przez prawosławną społeczność rumuńską w Rawennie jako cerkiew parafii pod wezwaniem św. Jerzego w jurysdykcji eparchii włoskiej Rumuńskiego Kościoła Prawosławnego.

## Architektura
Portyk przed fasadą kościoła pochodzi z XVI wieku. Składa się on z pięciu szerokich arkad frontowych i jednej arkady bocznej, wychodzącej od strony północnej na dziedziniec. W tym samym stuleciu podniesiono o 182 cm pierwotną posadzkę, aby zniwelować osiadanie gruntu. Pozostałością po tej interwencji są ślady prymitywnych arkad wejściowych w ścianach zewnętrznych i wewnętrznych.

## Wnętrze
Kościół, mający wymiary około 26,40 × 17 m, zachował, pomimo licznych przebudów i modernizacji, wnętrze zbliżone do pierwotnego, z tradycyjnym podziałem na trzy nawy z dużymi oknami, zamkniętymi półokrągłymi łukami, kolumnami z kapitelami i głowicami nasadnikowymi z czasów Teodoryka Wielkiego i poligonalnie zamkniętą apsydą.
Starożytne mozaiki, które pierwotnie zdobiły apsydę, nie zachowały się. Pod koniec I połowy XVI wieku nawa główna została przekryta pozłacanym stropem kasetonowym, który przesłonił więźbę dachową. Wewnątrz wyróżnia się ambona z greckiego marmuru, datowana na VI wiek, obustronnie zdobiona; na jej częściach bocznych znajdują się krzyże na globie, podczas gdy wypukłą część środkową tworzą trzy edykuły, przedzielone spiralnie żłobionymi kolumienkami, ozdobione ornamentem muszlowym i zwieńczone tympanonami.
W związku z użytkowaniem budynku przez parafię prawosławną do jego wnętrza wstawiono współczesny jednorzędowy ikonostas.

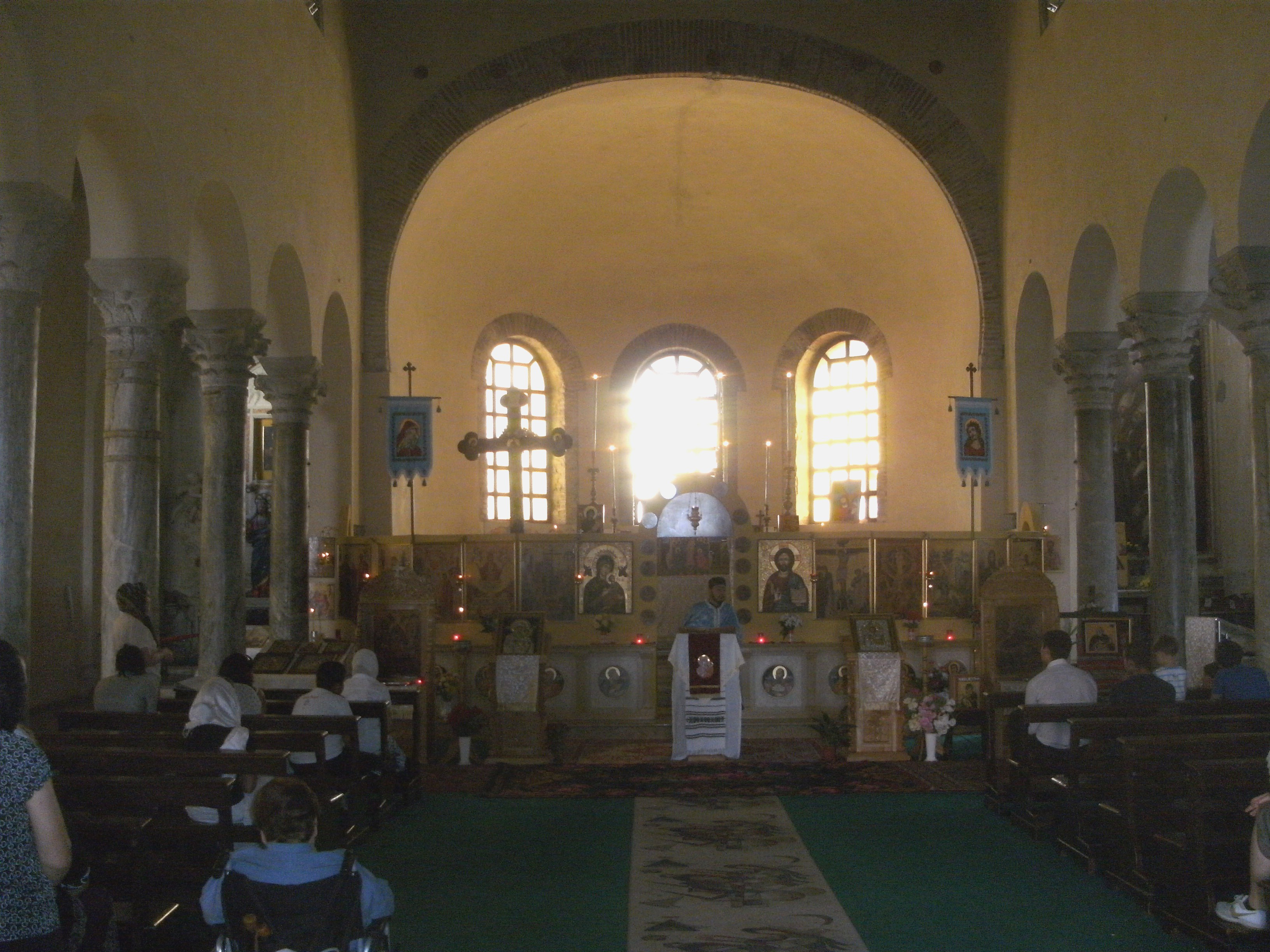
Nawa środkowa
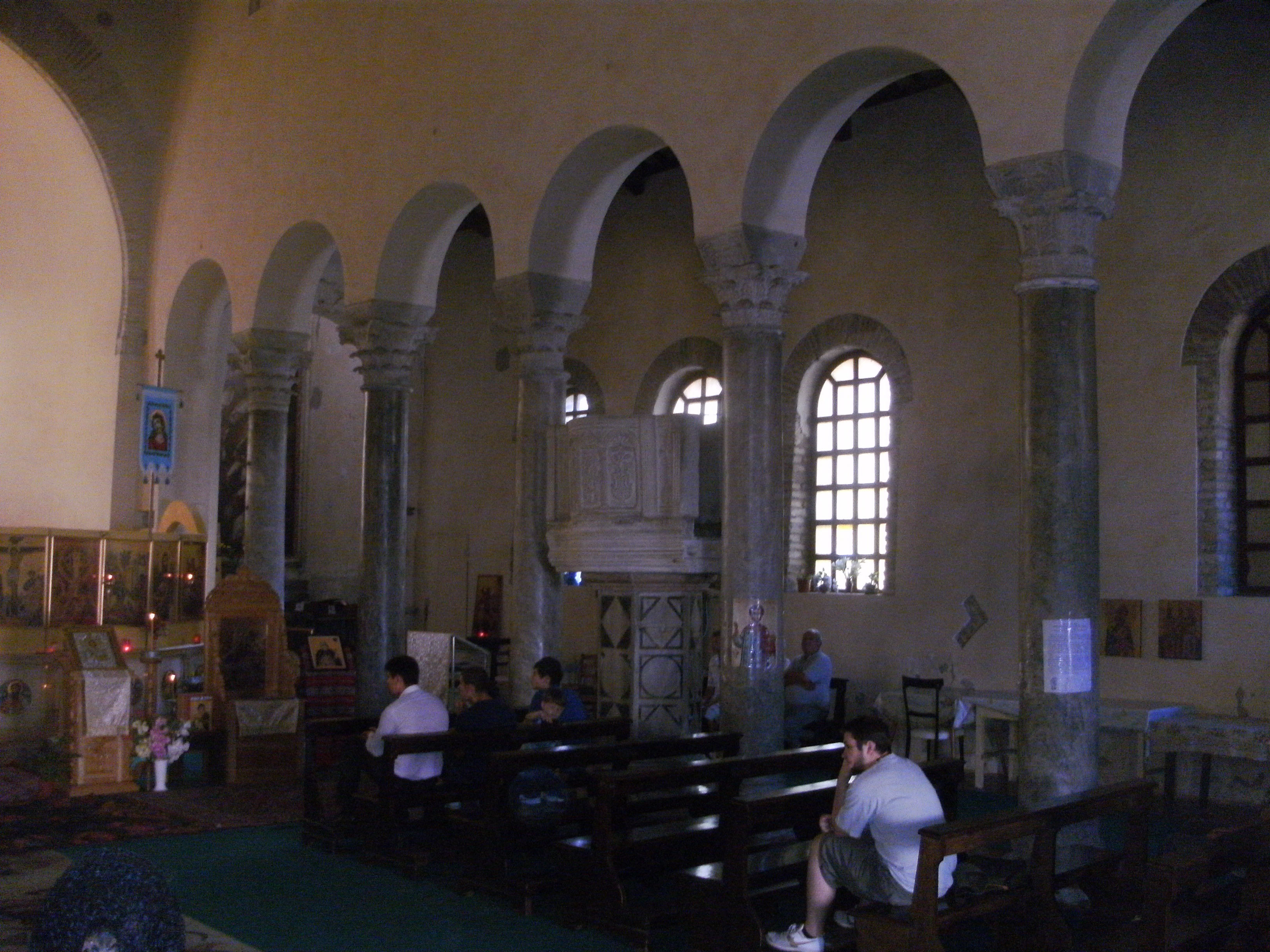
Nawa prawa
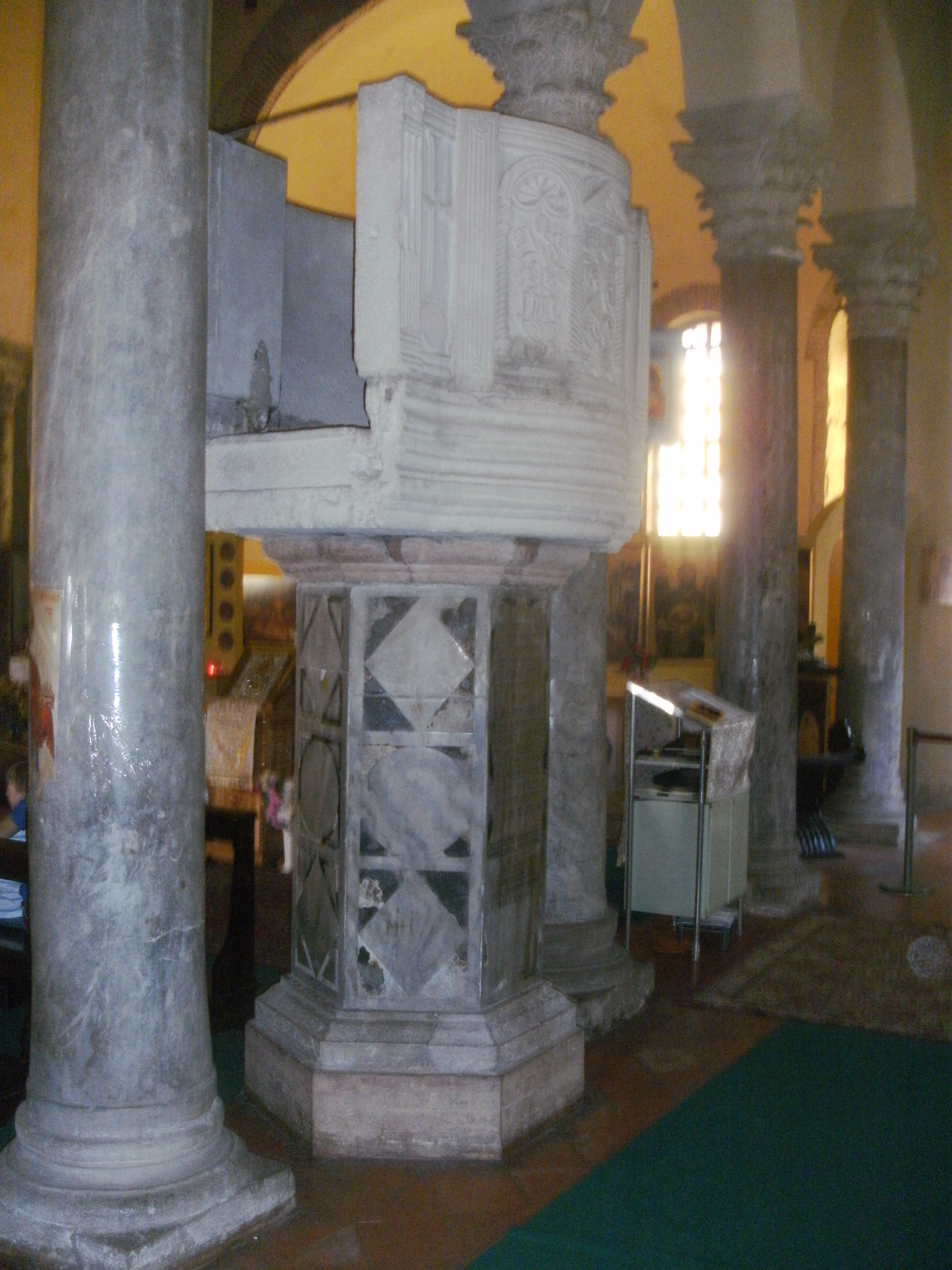
Ambona